# 国近商店
株式会社国近商店（くにちかしょうてん）は、山口県長門市に本社を置く、水産加工品を中心とした製造業および販売業。本社のある長門市と萩市に海産物販売店「海鮮村北長門」の店舗を構える。鰯を原料としたちりめんじゃこや煮干しいりこの製造から始まった。自社ブランド製品は、全て北長門沿岸の海産物を使用している。

## 沿革
- 1892年9月 - 国近進一が長門市にて海産物の製造を開始され、国近逸之助が韓国へ製造所を開設
- 1951年8月 - 現社名に変更（当時社長であった国近一行が当会社を設立）
- 1966年8月 - 本社を現在地に移転
- 1972年4月 - 冷風乾燥機1号機が設置
- 1980年
  - 3月 - 国近一行が会長就任と同時に国近忠雄が社長就任
  - 8月 - 水産加工団地が進出
- 1981年6月 - 急速冷凍庫を建設
- 1984年7月 - 海産物直販センター・北長門の設立と同時に、旧三隅町の国道191号沿いに長門店がオープン
- 1986年2月 - 第2工場を建設
- 1991年5月 - 北長門萩店オープン
- 1993年10月 - 下松市に東部営業所を開設
- 1994年10月 - 水産加工センターを建設
- 1996年12月 - 水産加工団地内に冷凍庫・冷蔵庫を建設
- 1997年3月 - 第3工場を建設
- 1999年 - 北工場にちりめん製造ラインを新設
- 2006年
  - バイキングヴィレッジ北長門を新設オープン
  - 5代目國近剛が代表取締役社長に就任
- 2010年 - 有限会社北長門と合併
- 2013年 - 北長門に太陽光発電施設を新設
- 2016年 - お食事処「花」オープン
- 2018年
  - 旧本社跡に店舗付き共同住宅を建設
  - 駅前本店、新店舗にてオープン

## 製品
- しそいりわかめ
- しそひじき
- ちりめん

など